# Bonnefoi

Bonnefoi este o comună în departamentul Orne, Franța. În 1 ianuarie 2022 avea o populație de 189 de locuitori.